# Липман-Мюльгаузен, Иом-Тоб
Иом Тоб (Йомтов) бен-Соломон Липман-Мюльгаузен (?-после 1420) — известный полемист, талмудист и каббалист XIV и XV веков. Известен как автор «Ниццахона».

## Биография
По словам епископа Бранденбургского, Бодекера, написавшего опровержение на сочинение Липмана «Ниццахон», Липман жил в Кракове. Однако Нафтали Гирш Тревес в введении к своему «Сиддур» называет его «Липман-Мюльгаузен из Праги». Рукопись № 223 коллекции Гальберштама содержит документ, составленный в Праге в 1413 г. и подписанный Липман-Мюльгаузен в качестве даяна (судьи).
Из сочинения «Ниццахон» видно, что, кроме талмудической литературы, Липман занимался также изучением Библии, был знаком с караимской литературой, читал Новый Завет и знал латинский язык. Доказательством его авторитетности в ритуальных вопросах служит его послание к раввинам по поводу изготовления шофара (музыкальный инструмент из рога).
Сохранились также респонсы, обращённые к нему Яковом б.-Моисеем Мелном, а Израиль Иссерлейн упоминает о нём как об одном из пяти учёных, съехавшихся в Эрфурт.
16 августа 1399 г. Липман — вместе со многими другими евреями — был заключён в тюрьму, вследствие происков со стороны одного крещёного еврея, по имени Пётр, который обвинял их в том, что они оскорбляли христианство в своих произведениях. Липману было предложено оправдаться, и хотя он блестяще опроверг возведённые на него Петром обвинения, тем не менее, начатое преследование привело к тому, что семьдесят семь евреев были замучены 22 августа 1400 г., трое сожжены в сентябре того же года. Из числа обвиненных одному Липману удалось избегнуть смерти.
Умер после 1420 года.

## Труды
Липман является автором «Sefer ha-Nizzachon»; в этом сочинении он опровергал обвинения христиан и караимов и доказывал превосходство талмудического иудаизма.
Ему принадлежит также «Sichron Sefer ha-Nizzachon» — сжатое переложение в стихах предыдущего произведения, написанного прозой. Оно помещено в «Tela ignea satanae» историка Вагензейль, который дал латинский перевод и присовокупил пространное опровержение (Фрейбург, 1681). Однако Гейгер в «Deutscher Volkskalender» Вреслауера, III, 48, выражал сомнение в принадлежности этой поэмы перу Липмана.
Липман является автором комментария к «Schir ha-Jichud» (Фрейбург, 1560).
В сочинении «Baruch sche-Amar» (Шклов, 1804) Амсона б.-Элеазара содержится каббалистическое рассуждение о еврейском алфавите, озаглавленное «Sefer Alfa Beta», автором которого назван ивр. מהד״ל שלי״ו‎, — Закс и Штейншнейдер пришли к заключению, что автором был Липман-Мюльгаузен В этом сочинении идет речь о следующем:
- 1) о начертании букв,
- 2) о причинах того или иного начертания,
- 3) о тайнах оставления, порядка и числового значения,
- 4) о каббалистическом объяснении их начертания.

В этом труде автор часто упоминал о каббалистическом произведении под названием «Sefer ha-Eschkol» и о комментарии к «Сефер Йецира».
В одном памфлете, который цитируется в «Ялкут» Рубени (отд. «נאש»), сочинение «Zefune Zijoni» приписывается некоему Р. Табиоми, которого Штейншнейдер отождествлял с Липман-Мюльгаузеном.

### «Ниццахон»
В своём «Ниццахон» (§ 197) Липман обещал написать комментарий к «Пирке Абот», но такое сочинение до нас не дошло. Липман обязан своей известностью, главным образом, своему «Ниццахон». В XV веке занятия раввина латинским языком и Новым Заветом были несомненно редким явлением. Липману приходилось оправдываться (§ 3), ссылаясь на слова рабби Элиезера: «Знай то, на что ты должен отвечать еретику».
Всё сочинение состоит из 354 параграфов, соответственно числу дней в лунном году, причём каждый параграф, за исключением последних восьми, начинается библейским текстом, на котором автор основывает свои рассуждения. Таким образом, его доводы покоятся на 346 текстах, извлечённых из всех книг Ветхого Завета. Последние восемь параграфов содержат его спор с выкрестом Петром.
В своем введении Липман указывал, что он разделил своё сочинение на семь отделов соответственно семи дням недели.
1. Отдел, соответствующий первому дню, содержит доводы, направленные против христиан.
2. Отдел второго дня заключает доводы, направленные против караимского толкования Библии.
3. Отделы остальных пяти дней содержат толкование тех неясных текстов Библии, которые способны направить изучающих её на ложный путь; далее указывается смысл заповедей; приводятся доводы против атеистов и караимов и против их отрицательного отношения к Талмуду; наконец, излагаются шестнадцать понятий, которые обнимают собой весь иудаизм и которые, будучи указаны в Пятикнижии, повторяются в Пророках и агиографах.[2]

Липман-Мюльгаузен постоянно ссылался на Маймонида, Ибн-Эзру, Нахманида, Саадию, Раши, Шемарию из Негропонта и на других древних учёных. Очевидно, Липман написал «Сефер ха-Ниццахон» до 1410 г., так как он уповает, что Мессия явится в этом именно году (§ 335).
Издания
- Впервые это сочинение было издано Гакшпаном[нем.] (Альтдорф, 1644), который с большим трудом добыл рукопись у раввина в Шнайттахе[2].
- Вагензейль поместил в конце своего «Sota» (Альтдорф-Нюрнберг, 1674) поправки к изданию Гакшпана под заглавием «Correctiones Lipmannianae».
- Позже «Ниццахон» был напечатан вновь, с прибавлением сочинения Кимхи «Wikkuach», в Амстердаме (1709 и 1711) и Кенигсберге (1847).
- Зебальд Снелл (Sebald Snell) издал еврейский текст с латинским переводом и опровержением 8-го параграфа (Альтдорф, 1643 г.); впоследствии, в различное время, он издал латинские переводы параграфов, направленных против христианства.
- Латинский перевод всего сочинения, за исключением текстов, взятых из Пятикнижия, был сделан Иоганом Генрихом Блендингером (Альтдорф, 1645 г.).[2]

Опровержения
Это сочинение дало толчок к появлению ряда полемических произведений и вызвало ответы со стороны христиан. Первым был Стефан Бодекер, епископ Бранденбургский, один из более молодых современников Липмана, написавший опровержение на его «Ниццахон». Появились ещё следующие опровержения:
- «Triumphator vapulans sive exfutatio», изд. Вильгельма Шикарда (Тюбинген, 1629);
- «Disputatio contra Lipmanni Nizzachon» Стефана Герлова (Кенигсберг, 1647);
- «Anti-Lipmanniana» Христиана Шотана (Франекер, 1659), где также приводится еврейский текст «Ниццахон».[2]